# Koberovice
Koberovice (en allemand : Koberowitz) est une commune du district de Pelhřimov, dans la région de Vysočina, en République tchèque. Sa population s'élevait à 162 habitants en 2020.

## Géographie
Koberovice est arrosée par la Želivka, un affluent de la Sázava, qui borde la commune à l'ouest. Elle se trouve à 8,6 km au nord-ouest de Humpolec, à 17,5 km au nord de Pelhřimov, à 17,5 km au nord-ouest de Jihlava à 82 km au sud-est de Prague.
La commune est limitée par Hojanovice au nord, par Kaliště à l'est, par Jiřice au sud-est, par Humpolec et Želiv au sud, et par Senožaty et Vojslavice à l'ouest.

## Histoire
La première mention écrite de la localité date de 1341.

## Administration
La commune se compose de trois quartiers :
- Koberovice
- Lísky
- Lohenice

## Transports
Par la route, Koberovice se trouve à 9,7 km de Humpolec, à 23 km de Pelhřimov, à 41 km de Jihlava à 98 km de Prague.